# António de Spínola
Pour les articles homonymes, voir Spinola.
António de Spínola [ɐ̃ ˈtɔniu dɨ ˈspinulɐ], né le 11 avril 1910 à Estremoz (District d'Évora) et mort le 13 août 1996 à Lisbonne, est un militaire et homme d'État portugais. Il devient le 15 mai 1974 le quatorzième président de la République portugaise, le premier après le coup d'État du 25 avril 1974.

## Biographie
António Sebastião Ribeiro de Spínola étudie au Collège militaire de Lisbonne de 1920 à 1928. En 1939 il devient aide de camp au Commandement de la Garde nationale républicaine.
Germanophile, il part en 1941 au front russe en tant qu'observateur des mouvements de la Wehrmacht au début du siège de Léningrad, où l'on pouvait déjà trouver des volontaires portugais incorporés à la Division Bleue.
En 1961, dans une lettre destinée à Salazar, il se propose en tant que volontaire pour l'Angola. Il se fait connaître dans le commando du bataillon de cavalerie no 345 entre 1961 et 1963.
Il est nommé gouverneur militaire de Guinée-Bissau en 1968 et, de nouveau, en 1972 à l'aube des guerres coloniales. À cette charge, son grand prestige tient à une politique de respect de l'individualité des ethnies guinéennes et à l'association des autorités traditionnelles à l'administration, en même temps que continuait la guerre, utilisant tous les moyens qui allaient de la diplomatie secrète (rencontre secrète avec Léopold Sédar Senghor, président du Sénégal) aux incursions armées en pays voisins (attaque de Conakry au cours de l'opération Mer Verte).
En novembre 1973, il revient en métropole. Il est invité par Marcelo Caetano au poste de l'Outremer qu'il refuse du fait qu'il n'accepte pas l'intransigeance du gouvernement face aux colonies.
Le 17 janvier 1974, il est nommé vice-chef de l'État-Major des forces armées à la suggestion de Costa Gomes, puis est limogé en mars. Peu de temps après, mais avant la révolution des Œillets, il publie Portugal e o Futuro (« Le Portugal et l'avenir ») où il exprime l'idée que la solution au problème colonial passe par d'autres voies que la poursuite de la guerre.
Le 25 avril 1974, en tant que représentant du Mouvement des Forces armées (MFA), il reçoit du président du Conseil des ministres, Marcelo Caetano, la reddition du gouvernement (qui s'était réfugié dans le quartier du Carmo). Cela lui permet d'assumer ses pouvoirs publics bien que cela n'ait pas été dans les intentions initiales du MFA.
Une fois instaurée la Junta de Salvação Nacional (qui finit par détenir les principales fonctions de direction de l'État après le coup d'État) qu'il préside, il est choisi par ses camarades pour exercer la charge de président de la République, poste qu'il occupe à partir du 15 mai 1974 jusqu'à sa démission le 30 septembre de la même année, après laquelle lui succède le général Costa Gomes.
Mécontent de la direction prise par les événements au Portugal après la révolution des Œillets (en particulier du virage important à gauche, auquel a participé un grand nombre de militaires, et de la perspective d'indépendance totale pour les colonies), il tente d'intervenir activement dans la politique pour éviter l'application complète du programme du MFA. Opposé à l'indépendance immédiate des colonies, il entend faire durer la guerre jusqu'à ce que les mouvements de libération nationale acceptent des conditions de paix favorables aux intérêts commerciaux portugais. Sa démission de la présidence de la République après le coup d'État manqué du 28 septembre 1974 (qui appellera une « majorité silencieuse » à se faire écouter contre la radicalisation politique qui était en cours) ou son engagement dans la tentative de coup d'État de droite du 11 mars 1975 (et sa fuite en Espagne puis au Brésil) sont des exemples de son intervention.
Cette année-là, il mena les forces militaires de libération du Portugal (Exército de Libertação de Portugal, ou ELP), une organisation terroriste de droite radicale.
Malgré cela, son importance au début de la consolidation du nouveau régime démocratique a été officiellement reconnue le 5 février 1987 par le président de l'époque, Mário Soares, qui le désigna chancelier des anciens ordres militaires portugais, et le décora également grand-croix de l'ordre portugais de la Tour et de l'Épée (la plus importante distinction militaire portugaise) pour ses « faits héroïques militaires et civiques et pour avoir été le symbole de la Révolution d'avril et le premier président de la République après la dictature. »
Le 13 août 1996, Spínola meurt à 86 ans, victime d'une embolie pulmonaire.

## Rêve de retour au pouvoir
Spínola tenta de revenir au pouvoir en éliminant ses adversaires politiques, du moins d'après le livre Aufdeckung einer Verschwörung - die Spínola Aktion de Günter Wallraff qui affirme s'être infiltré dans le MDLP (Mouvement démocratique de libération du Portugal) en tant que potentiel fournisseur d'armes au mouvement, et avoir travaillé pour Franz Josef Strauß, alors meneur de l'Union chrétienne-sociale (CSU) en Bavière. 
Spínola aurait même rencontré Wallraff, afin de négocier un achat d'armes, et lui aurait dit qu'il avait plusieurs points d'appui en Alentejo qui étaient prêts à prendre le pouvoir.

## Distinctions
- Grand-croix de l'ordre de la Tour et de l'Épée

## Principales publications
- Por Uma Guiné Melhor (1970)
- Linha de Acção (1971)
- No Caminho do Futuro (1972)
- Por Uma Portugalidade Renovada (1973)
- Portugal e o Futuro (1974)
- Ao Serviço de Portugal (1976)
- País sem Rumo (1978)